# گمینا ویژبنو
گمینا ویژبنو (به لهستانی:  Gmina Wierzbno) یک گمینا در لهستان است که در شهرستان ونگروف واقع شده‌است. گمینا ویژبنو ۱۰۳٫۰۹ کیلومتر مربع مساحت و ۲٬۹۳۰ نفر جمعیت دارد.